# Manuel Castells
Manuel Castells Oliván (Hellín, 9 de fevereiro de 1942) é um sociólogo e professor universitário espanhol, ministro de Universidades do governo da Espanha desde 2020.
Entre 1967 e 1979 lecionou na Universidade de Paris, primeiro no campus de Nanterre e, em 1970, na "École des Hautes Études en Sciences Sociales". No livro "A sociedade em rede", o autor defende o conceito de "capitalismo informacional".
Foi nomeado em 1979 professor de Sociologia e Planejamento Regional na Universidade de Berkeley, Califórnia. Em 2001, tornou-se pesquisador da Universidade Aberta da Catalunha em Barcelona. Em 2003, juntou-se à Universidade da Califórnia do Sul, como professor de Comunicação.
Segundo o Social Sciences Citation Index Castells foi o quarto cientista social mais citado no mundo no período 2000-2006 e o mais citado acadêmico da área de comunicação, no mesmo período .
Atualmente Castells vive entre Barcelona e Santa Mônica,  com sua esposa, Emma Kiselyova.

## Teoria
Durante a década de 1970, Castells teve um importante papel no desenvolvimento da sociologia urbana Marxista. Enfatizou o papel dos movimentos sociais na transformação conflitiva da paisagem urbana.
Introduziu o conceito de "consumo coletivo" para compor um amplo alcance dos esforços sociais, deslocado do campo econômico para o campo político pela intervenção do Estado. Ao abandonar as estruturas Marxistas no início da década de 1980, começou a se concentrar no papel das novas tecnologias de informação e comunicação na reestruturação econômica.
Nos meados da década de 1990, juntou os lados de sua pesquisa em um sólido estudo, chamado "A Era da Informação", publicado como uma trilogia entre 1996 e 1998.

### Sociedade em Rede
Sociedade em Rede, o primeiro volume da trilogia A Era da informação: Economia, sociedade e cultura,  mapeia um cenário mediado pelas novas tecnologias de informação e comunicação - TICs - e como estas interferem nas estruturas sociais. O autor propõe o conceito de capitalismo informacional, e constrói seu raciocínio partindo da história do forte desenvolvimento das tecnologias a partir da década de 1970 e seus impactos nos diversos campos das relações humanas. Demonstra como tecnologias, inicialmente impulsionadas pelas pesquisas militares, foram amplamente utilizadas pelo setor financeiro, justamente em um momento de necessidade de reestruturação do capitalismo. Aproveitando-se do processo de desregulamentação promovido pelos Estados Unidos e organismos internacionais, como o Banco Mundial e o Fundo Monetário Internacional, o capital financeiro multiplicou sua circulação entre os diversos mercados mundiais, em movimentos cada vez menos vinculados ao processo produtivo. As tecnologias também tiveram papel fundamental na reestruturação das empresas, que puderam horizontalizar suas estruturas e, por meio de TICs de baixo custo, transnacionalizar a produção. Ao analisar a questão da produtividade, Castells ressalta que a introdução das novas tecnologias somente começou a ter efeito a partir do final da década de 1990, o que justificaria a ausência de aumento de produtividade no período 1970-80.
Ressalta, também, o impacto dessa reestruturação do capital financeiro e da nova sociedade organizada em rede em relação ao trabalho. Argumenta que, mais do que as novas tecnologias, as políticas empresariais e governamentais, bem como aspectos institucionais e culturais é que determinam os impactos na questão do emprego. Sustenta, ainda, que há um processo tendente à dualização do trabalho, com aumento substancial dos trabalhadores de alto nível e também de nível de menor qualificação, havendo um claro achatamento dos empregados de padrão intermediário de conhecimento e rendimento.
Castells, igualmente, apresenta sua formulação teórica do que intitula "a cultura da virtualidade real", lembrando que as culturas consistem processos de comunicação e que, uma vez sendo a comunicação baseada em sinais, não há separação entre "realidade" e representação simbólica. Isso é importante para destacar que as relações humanas, cada vez mais, se darão em um ambiente multimídia, cujos impactos ainda estão por serem estudados.

### Cultura internet

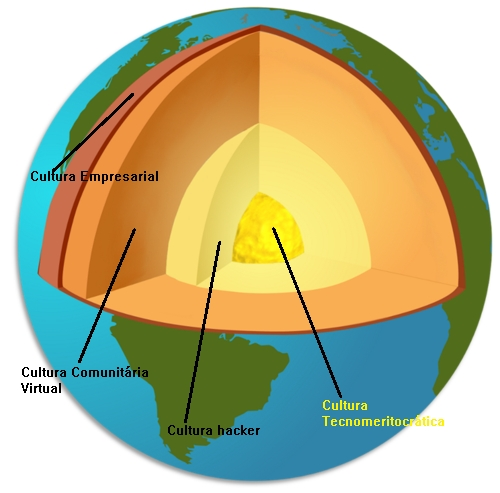
Camadas do "planeta web"

Em seu livro de 2001, La Galaxia Internet, Castells define a cultura da internet em quatro camadas ou níveis. A cultura tecnomeritocrática é uma das quatro camadas que Castells coloca como integrantes da construção da Internet, junto com a cultura hacker, a cultura comunitária virtual e a cultura empresarial. Cultura tecnomeritocrática pode ser definido como "uma cultura hacker ao incorporar normas e costumes a redes de cooperação voltadas para projetos tecnológicos". O termo tecno, que se refere ao meio digital, é colocado no âmbito da meritocracia.
O conceito de tecnomeritocracia é desenvolvido a partir da ideia de que o desenvolvimento científico e tecnológico é elemento decisivo no progresso da humanidade, que se relaciona às ideias do Iluminismo, envolvendo a obtenção de conhecimentos acadêmicos para o desenvolvimento das redes.

### Geografia da internet
O termo surge, e é discutido, no capítulo oito do livro já citado acima. Castells centraliza seu estudo na chamada Era da Informação, ou Era Digital, em algumas questões específicas correspondentes à sociedade conectada de forma global: baseia-se em estabelecer conceitos geográficos que podem ser ferramentas de aprofundamento nos estudos dessa rede capaz de conectar o mundo inteiro. Castells divide sua teoria em três diferentes partes (geografia técnica, geografia dos utilizadores e geografia económica) para esquematizar assim um formato que permita a seus estudos separar as diferentes ideias e conceitos; essas, no fim, acabam por tomar uma forma geral, por estarem inseridas num mesmo contexto e teoria.

### Publicações
Manuel Castells Oliván é um dos cientistas sociais e da área de comunicações mais citados. Escreveu mais de vinte livros, incluindo:
- The Urban Question. A Marxist Approach . London, Edward Arnold (1977) (originalmente publicado em francês, 1972)
- City, Class and Power. London; New York, MacMillan; St. Martins Press (1978)
- The Economic Crisis and American Society. Princeton, NJ, Princeton UP (1980)
- The City and the Grassroots: A Cross-cultural Theory of Urban Social Movements. Berkeley: University of California Press (1983)
- The Informational City: Information Technology, Economic Restructuring, and the Urban Regional Process. Oxford, UK; Cambridge, MA: Blackwell (1989)
- The Information Age: Economy, Society and Culture (trilogia):
  - Vol. I. The Rise of the Network Society. The Information Age  (1996; 2000) Cambridge, MA; Oxford, UK: Blackwell. ISBN 978-0-631-22140-1.
  - Vol. II. The Power of Identity  (1997; 2004).Cambridge, MA; Oxford, UK: Blackwell. ISBN 978-1-4051-0713-6.
  - Vol. III.(1998; 2000). End of Millennium Cambridge, MA; Oxford, UK: Blackwell. ISBN 978-0-631-22139-5.
- The Internet Galaxy, Reflections on the Internet, Business and Society. Oxford, Oxford University Press (2001)
- The Information Society and the Welfare State: The Finnish Model. Oxford UP, Oxford (2002) (co-author, Pekka Himanen )
- The Network Society: A Cross-Cultural Perspective. Cheltenham, UK; Northampton, MA, Edward Elgar (2004), (editor and co-author), ISBN 978-1-84542-435-0.
- The Network Society: From Knowledge to Policy. Washington, DC, Center for Transatlantic Relations (2006) (co-editor)
- Mobile Communication and Society: A Global Perspective. Cambridge, MA, MIT Press (2006) (co-author)
- Epilogue of Pekka Himanen's The Hacker Ethic.
- Communication Power. Oxford/New York: Oxford University Press, 2009. pp. 608. ISBN 978-0-19-956704-1.
- Aftermath: The Cultures of the Economic Crisis. OUP Oxford, 2012. (co-editor)
- Networks of Outrage and Hope – Social Movements in the Internet Age. Cambridge: Polity Press, 2012

Artigos:
- Arsenault, A & Castells, M. (2008) Switching power: Rupert Murdoch and the global business of media politics: A sociological analysis. International Sociology 23(4): 488.
- Arsenault, A, and Castells, M. 2008. The structure and dynamics of global multi-media business networks. International Journal of Communication 2707-48.
- Castells, M (2007) Communication, power and counter-power in the network society. International Journal of Communication 1(1): 238-66.

Livros sobre Manuel Castells
- Susser, Ida. The Castells Reader on Cities and Social Theory. Oxford, Blackwell (2002)
- Castells, Manuel; Ince, Martin. Conversations with Manuel Castells. Oxford, Polity Press (2003)
- Stalder, Felix. Manuel Castells and the Theory of the Network Society. Oxford, Polity Press (2006)